# Djupvassegga
Der Djupvassegga ist ein 1546 moh. hoher norwegischer Berg in der Gemeinde Stranda, in der Provinz Møre og Romsdal.
Die Dominanz gegenüber dem nächsthöheren Berg, der Südflanke des nördlich gelegenen Rundegga, beträgt 2,35 km. Die geringste Schartenhöhe, auf den Grat zum Oppljosegga, beträgt 196 m. Der Berg ist Teil eines Gebirgsrückens und über die westliche und östliche Flanke gut erreichbar. Im Süden fällt der Berg zum Grasdalsvatnet ab; im Norden sehr steil zum Djupvatnet. An diesem gibt es mit der Djupvasshytta eine Berghütte mit Einkehrmöglichkeit. Der Geirangerfjord und der touristisch sehr beliebte Ort Geiranger befinden sich etwa 10,2 km (Luftlinie) nordwestlich des Berges.